# Malpulutta
Malpulutta is een monotypisch geslacht van straalvinnige vissen uit de familie van de echte goerami's (Osphronemidae).

## Soort
- Malpulutta kretseri Deraniyagala, 1937